# Дмитриј Медведев (агент)
Дмитриј Николајевич Медведев (рус. Дмитрий Николаевич Медведев; Брјанск, 22. август 1898 — Москва, 14. децембар 1954) је био совјетски обавештајац, један од вођа партизанског покрета против Немаца у окупираним деловима западне Русије и Украјине и херој Совјетског Савеза.

## Биографија
Медведев је рођен у Брјанску у породици металског радника. Током Руског грађанског рата ступио је у Црвену армију, а 1920. и у Сверуску комунистичку партију (бољшевика). Између 1920. и 1935. радио је у Чеки, ОГПУ и НКВД у совјетској Украјини.
Медведев је 1936. послат у иностранство као обавештајни агент. Вратио се у Совјетски Савез 1938. и именовао за шефа одељења НКВД у Норилагу, гулагу у Нориљску. Неколико месеци касније Медведев је отпуштен из НКВД званично због „неоправданог затварања кривичних истрага“ против политичких затвореника у гулагу.
Медведев се пензионисао 1939. и населио у московској области. У лето 1941. пар дана након немачке инвазије Совјетског Савеза, поново је постављен за официра НКВД-а и послат у родни брјански крај да организује покрет отпора. Између септембра 1941. и јануара 1942. Медведев је успешно организовао партизанске одреде у областима Брјанска, Смоленска, Орела и Могиљова. Током пролећа 1942. Медведеву је додељен нови задатак - да организује партизанску јединици у окупираној Украјини, дубоко иза непријатељских линија.
У јуну је његов одред, по имену Победници, пребачен авионом у рејон Житомира. Између јуна 1942. и марта 1944. Медведљева јединица је успешно деловала у областима Ровна и Лавова и у око 120 окршаја убила око 2000 немачких војника и официра, укључујући и 11 генерала и других високих функционера. Активности Медведљевеве групе у окупираној западној Украјини су се сконцентрисале на саботаже, атентате и шпијунажу Вермахта.
Медведљева лична иницијатиа је била да се организује тајно скровиште за око 160 јеврејских жена, деце и стараца спасених из јеврејских гета. Након што је Црвена армија стигла у западну Украјину у пролеће 1944. Медведљеви партизански одреди су постали део редовне војске. Њему је 5. новембра 1944. додељен орден Хероја Совјетског Савеза и медаља Златна звезда.
Посла рата Медведев се пензионисао и написао је неколико књига, укључујући и „Догодило се код Ровна“ (1948). Његови мемоари су посвећени успомени на свог саборца, совјетског обавештајног агента Николаја Кузњецова.
Дмитриј Медведев је умро у Москви 1954.